# Callum Saunders
Callum Saunders, né le 16 octobre 1995 à Blenheim, est un coureur cycliste néo-zélandais. Spécialiste des disciplines du sprint sur piste, il a notamment remporté le keirin sur une manche Coupe du monde sur piste 2019-2020. 

## Palmarès sur piste

### Jeux olympiques
- Tokyo 2020
  - 7e de la vitesse par équipes
  - 13e du keirin

### Coupe du monde
- 2019-2020
  - 1er du keirin à Hong Kong

### Ligue des champions
- 2023
  - 2e de la vitesse à Londres (II)

### Championnats d'Océanie
| Édition / Épreuve | Vitesse par équipes |
| Adélaïde 2018     | Bronze              |

### Championnats de Nouvelle-Zélande
- 2016
  - 3e de la vitesse par équipes
- 2017
  - 2e de la vitesse par équipes
- 2018
  - 2e du keirin
  - 2e de la vitesse individuelle
  - 3e du kilomètre
  - 3e de la vitesse par équipes
- 2019
  - 2e du keirin
  - 2e de la vitesse par équipes
- 2023
  -  Champion de Nouvelle-Zélande de la vitesse individuelle
  -  Champion de Nouvelle-Zélande de keirin